# Panthera onca arizonensis
Il giaguaro nordamericano (Panthera Onca, precedentemente Panthera onca arizonensis) o Giaguaro dell'Arizona è una popolazione di Giaguaro a rischio d'estinzione, diffusa In Messico e America Centrale.
Negli Stati Uniti rimane solo un esemplare allo stato selvatico ed è in atto un sistema di reintroduzione che prevede di far passare i giaguari del nord del Messico verso l'Arizona.
Il suo habitat erano le zone montuose dell'Arizona orientale, a nord del Grand Canyon, tutto il sud del Nuovo Messico occidentale e la parte nord orientale di Sonora.

## Evoluzione
Si pensa che il giaguaro moderno discenda da un antenato della pantera in Asia che attraversò il ponte terrestre della Beringia nel Nord America durante il Pleistocene inferiore . Dal Nord America si è diffuso in Centro e Sud America . Il giaguaro ancestrale in Nord America è indicato come Panthera onca augusta. Durante l'epoca del Pleistocene, i giaguari erano molto più diffusi in tutto il Nord America con le loro gamme che si estendevano a luoghi come Nebraska , Washington e Marylanda causa di vari esemplari fossili portati alla luce nel corso di molti decenni con le più alte concentrazioni di giaguari fossili rinvenuti in Florida e nel Tennessee orientale. Va anche notato che il giaguaro era molto più comune in Florida rispetto agli altri suoi parenti felini.

## Descrizione
Mentre i giaguari in Sud America possono raggiungere dimensioni di 120 kg (260 libbre) per i maschi, i giaguari nell'America centrale o settentrionale sono relativamente più piccoli. Quelli nella riserva della biosfera di Chamela-Cuixmala sulla costa messicana del Pacifico pesano solo circa 50 kg, simili in peso alle femmine di puma (Puma concolor). 57,2 kg era la media per sei maschi in Belize, rendendoli simili alle femmine sudamericane in Venezuela.

## Distribuzione
In Nord America, il giaguaro attualmente si estende dalla parte meridionale degli Stati Uniti a nord, alla parte meridionale dell'America centrale a sud. Non più tardi del 2016, giaguari di origine messicana sono stati avvistati in Arizona. Come accennato di seguito, i documenti storici si sono distribuiti più ampiamente di oggi, raggiungendo almeno quelli che ora sono il Colorado e la California, o il Pacifico nord-occidentale a ovest e la Pennsylvania , l'Ohio e la Florida a est con molta meno credibilità, corrispondente a quella dei record noti del giaguaro gigante del Pleistocene.

## Ecologia
Nel nord-est del Messico, i giaguari si trovano insieme ai puma. Entrambi sono attivi principalmente di notte e predano cervi dalla coda bianca (Odocoileus virginianus), pecari dal collare (Dicotyles tajacu) e vitelli bovini (Bos taurus).
Altri predatori simpatrici nella regione includono l'orso nero americano (Ursus americanus) e precedentemente l'orso grizzly messicano (Ursus arctos nelsoni) e il lupo messicano (Canis lupus baileyi) . Ci sono prove che un giaguaro soprannominato El Jefe , che ha vissuto negli Stati Uniti sudoccidentali dal 2011 al 2015, abbia predato una giovane femmina di orso nero americano.
Nel luglio 2018, nella sezione centroamericana dell'Audubon Zoo nella città americana di New Orleans , in Louisiana , un maschio di 3 anni chiamato "Valerio" è fuggito dal suo recinto, che aveva un tetto in cattive condizioni. Ha ucciso quattro alpaca , un emù e una volpe , e ha ferito altri due alpaca e una volpe, prima di essere catturato circa un'ora dopo la notifica della sua fuga. Gli omicidi erano apparentemente il risultato di una disputa territoriale. Il suo comportamento non è stato ritenuto anormale per la sua specie.

## Minacce
Il San Bernardino National Wildlife Refuge è vicino alla barriera di confine proposta e poiché il progetto proposto taglierebbe un corridoio migratorio per il giaguaro tra il Messico e gli Stati Uniti, potrebbe interferire con la migrazione dei giaguari messicani negli Stati Uniti, nonostante altri animali.